# Gampingan
Gampingan is een bestuurslaag in het regentschap Malang van de provincie Oost-Java, Indonesië. Gampingan telt 6603 inwoners (volkstelling 2010).